# Heddon-on-the-Wall
Heddon-on-the-Wall – wieś i civil parish w Anglii, w hrabstwie Northumberland. Leży 12 km na zachód od miasta Newcastle upon Tyne i 403 km na północ od Londynu. W 2011 roku civil parish liczyła 1563 mieszkańców.